# 七夜冤靈
《七夜冤靈》（英語：The Ring）是一部2002年的美國恐怖片，為日本恐怖片《午夜凶鈴》的荷里活翻拍版，兩者均改編自鈴木光司的同名小說。
電影由高爾·韋賓斯基執導，娜歐蜜·華茲及馬田·軒達遜等主演。電影於2002年10月18日在美國上映，並贏得了成功的票房和好評。續集《剎靈》於2005年上映，而第二部續集《七夜怪譚》則於2017年推出。

## 剧情
少女凯蒂和贝卡谈论着受诅咒录像带的都市传说。据传，任何观看此录像带的人将在一周内死亡。当晚，一周前看过录像带的凯蒂被一股看不见的力量杀害。
凯蒂葬礼上，母亲请求住在西雅图的记者妹妹瑞秋调查死亡原因。瑞秋发现，凯蒂的朋友们在她去世的同时也都以离奇的方式丧生。瑞秋前往凯蒂和朋友们看录像带的避风山旅馆，找到了录像带并亲身观看。录像带中有一些诡异而恐怖的影像。随后，瑞秋接到了一个匿名电话，对方低声说道：“七天”。虽然起初持怀疑态度，不过瑞秋很快开始经历与录像带相关的超自然现象。
瑞秋寻求身为影片分析师的前夫诺亚帮助。他观看了录像带，瑞秋还为他复制了一份。瑞秋辨认出录像带中的一名女子：马斯科岛的养马人安娜·摩根，在一些马群集体自杀后，她自己也自杀身亡。瑞秋和诺亚的8岁儿子艾丹也观看了录像带。艾丹拥有超自然能力，用来帮助瑞秋的调查。
瑞秋前往马斯科岛寻找安娜的遗孀理查德，而诺亚则前往盖尔精神病院查阅安娜的病历。瑞秋发现，安娜曾收养了一个名叫萨玛拉的女孩，能够将影像透过精神力量刻印在物体上或人的脑海中，折磨着父母和他们的马群。诺亚找到了一份关于萨玛拉的精神病档案，其中提到了理查德最后看过的一段令人恐惧的影片记录。
回到摩根家中，瑞秋发现了一份伪造的出生证明，证明萨玛拉并非理查德和安娜的亲生孩子。她还找到了一段失踪的影片，其中萨玛拉在一次治疗中解释了她的能力。理查德坚称萨玛拉是邪恶的，而且是用电自杀的。诺亚和瑞秋在谷仓的阁楼中找到了一处隔间，这是摩根夫妇用来将萨玛拉与自己及外界隔绝的地方。阁楼墙纸后有一棵树的图案，瑞秋认出这是避风山旅馆的一棵树。
他们回到避风山旅馆，发现地板下有一口井。瑞秋跌入井中，看到安娜将萨玛拉丢入井中的幻象。萨玛拉在井中生存了一周。萨玛拉的尸体浮出水面。瑞秋获救后，他们为萨玛拉安排了一个正式的葬礼。
回到家中，艾丹警告瑞秋，帮助萨玛拉是个错误。瑞秋意识到诺亚的一周期限已到；萨玛拉的鬼魂从电视屏幕中爬出并杀死了诺亚。瑞秋起初无法理解自己为何幸免于难，随后意识到诺亚观看的录像带是她制作的复本。为了拯救艾丹，瑞秋让他复制了一份录像带以给其他人观看。艾丹问复本的观看者会发生什么，瑞秋没有回答。

## 演员
- 娜奥米·沃茨 饰 瑞秋·凯勒（英语：Rachel Keller）
- 馬丁·亨德森 饰 诺亚·克雷
- 大卫·多夫曼（英语：David Dorfman） 饰 艾丹·凯勒
- 戴维·切斯（英语：Daveigh Chase） 饰 萨玛拉·摩根
- 布萊恩·考克斯 饰 理查德·摩根
- 香农·科克伦（英语：Shannon Cochran） 饰 安娜·摩根
- 简·亚历山大 饰 格拉斯尼克医生
- 林赛·弗罗斯特（英语：Lindsay Frost） 饰 露丝·恩布里
- 愛波·塔布琳 饰 凯瑟琳·“凯蒂”·恩布里
- 瑞秋·薇拉 饰 丽贝卡·“贝卡”·科特勒
- 理查德·莱恩贝克（英语：Richard Lineback） 饰 旅馆老板
- 宝蕾·佩雷特（英语：Pauley Perrette） 饰 贝丝
- 萨拉·鲁（英语：Sara Rue） 饰 保姆
- 萨莎·巴瑞斯 饰 少女甲
- 泰丝·霍尔 饰 少女乙
- 亞當·布羅迪 饰 凯伦
- 迈克尔·斯邦德（英语：Michael Spound） 饰 戴夫·恩布里
- 克里斯·庫柏 饰 儿童杀手（删减镜头）[2]
- 乔·克雷斯特（英语：Joe Chrest） 饰 斯科特医生（未署名）
- 莫瑞·金斯伯格（英语：Maury Ginsberg） 饰 录像带商店店员（DVD删减镜头，未署名）

## 外部連結
- 互联网电影数据库（IMDb）上《七夜冤靈》的资料（英文）
- AllMovie上《七夜冤靈》的资料（英文）
- Box Office Mojo上《七夜冤靈》的資料（英文）
- 爛番茄上《七夜冤靈》的資料（英文）